# Anaphalioides trinervis
Anaphalioides trinervis là một loài thực vật có hoa trong họ Cúc. Loài này được (G.Forst.) Anderb. mô tả khoa học đầu tiên năm 1991.